# Sosnkowicze (gmina)
Sosnkowicze (do maja 1939 Lenin) – dawna gmina wiejska istniejąca przejściowo w 1939 roku w woj. poleskim (obecnie na Białorusi). Siedzibą gminy były Sosnkowicze (do maja 1939 Lenin).
Jednostka o nazwie Sosnkowicze powstała 31 maja 1939 roku po zmianie nazwy siedziby gminy Lenin – wsi Lenin – na Sosnkowicze. We wrześniu 1939 roku jednostka znalazła się poza administracją polską a po wojnie jej obszar wszedł w struktury administracyjne Związku Radzieckiego.